# Rdziostów
Rdziostów – wieś w Polsce położona w województwie małopolskim, w powiecie nowosądeckim, w gminie Chełmiec.

## Położenie
Rdziostów leży w Kotlinie Sądeckiej, u podnóża Beskidu Wyspowego, na lewym brzegu Dunajca, przy drodze powiatowej nr 1551K Limanowa – Chełmiec.

## Toponimia
Nazwa wsi pochodzi najprawdopodobniej od gwarowej nazwy rdestu (rdziost) lub żywokostu (zrost). Istnieją jednak stare zapiski o innej nazwie tej miejscowości – Świerc. Pierwsze ślady osadnictwa, które odkryte zostały na wzniesieniu zwanym „grodzisko”, pochodzą z okresu kultury łużyckiej i okresu wczesnośredniowiecznego.

## Historia
Akt lokacyjny wieś otrzymała w 1293 r. z rąk Gryfiny, ksieni klasztoru klarysek starosądeckich i od tego czasu aż do XVII wieku (sekularyzacja dóbr dokonana przez Józefa II Habsburga) wchodziła prawie w całości (część była szlachecka) w skład dóbr klasztornych. Wieś położona była w drugiej połowie XVI wieku w powiecie sądeckim województwa krakowskiego.
W okresie I wojny światowej we wsi stacjonowała bateria legionowa, której zadaniem było ostrzeliwanie drogi położonej po przeciwnej stronie Dunajca, a w jednym z tutejszych domów stacjonował wówczas Józef Piłsudski.
 W czasie II wojny światowej Rdziostów stał się miejscem straceń.
W latach 1975–1998 miejscowość administracyjnie należała do województwa nowosądeckiego. 

## Część wsi
| SIMC    | Nazwa   | Rodzaj    |
| ------- | ------- | --------- |
| 0421049 | Łęg     | część wsi |
| 0421055 | Obłazka | część wsi |
| 0421061 | Zalesie | część wsi |

## Zabytki
Obiekt wpisany do rejestru zabytków nieruchomych województwa małopolskiego.
- Kapliczka pw. MB.

## Oświata
- Szkoła Podstawowa im. Stanisława i Jana Potoczków w Rdziostowie[10].